# Västerbottens norra domsaga
Västerbottens norra domsaga (från 1 januari 1967 benämnd Skellefteå domsaga) var en domsaga i Västerbottens län. Den bildades 1820 ur Västerbottens södra kontrakts domsaga och upplöstes 1971 i samband med tingsrättsreformen i Sverige. Domsagan överfördes då till Skellefteå tingsrätt. 1967 ändrades namnet till Skellefteå domsaga.
Domsagan lydde först under Svea hovrätt, men överfördes till domkretsen för hovrätten för Övre Norrland när denna bildades 1936. Vid bildandet löd bara ett tingslag under domsagan: Skellefteå tingslag. 1877 bildades Norsjö och Malå tingslag genom att Norsjö överfördes från Skellefteå tingslag och Malå från Arvidsjaurs tingslag i Norrbottens län. 1 juli 1879 utbröts Skellefteå stad ut ur Skellefteå tingslag för att bilda Skellefteå rådhusrätt. Denna avskaffades 1967 och staden kom då åter att ingå i tingslaget. När domsagan upphörde 1971 löd således under den två tingslag.

## Tingslag
- Norsjö och Malå tingslag; från 1877
  - Malå landskommun, Norsjö landskommun
- Skellefteå tingslag
  - Bureå landskommun (från 1914), Byske landskommun (från 1874), Jörns landskommun, Norsjö landskommun (till 1877), Skellefteå landskommun, Skellefteå stad (till 1 juli 1879; igen från 1967)

Tillkomna den 29 oktober 1831 från den upplösta Lappmarksjurisdiktionens domsaga:
- Arjeplogs lappmarks tingslag; till 1876
- Arvidsjaurs lappmarks tingslag; till 1876

## Häradshövdingar
- 1821–1851 Adam Magnus Kjellerstedt
- 1851–1868 Anders Magnus Stenberg
- 1869–1899 Anders Fredrik Ekewall
- 1899–1929 Sven Axel Adrian Hedborg
- 1930–1936 Folke Wiberg
- 1936–1948 Sven Martin Nyström
- 1949–1961 Georg von Euler-Chelpin
- 1961–1970 Erik Öhlén

## Valkrets för val till andra kammaren
Mellan andrakammarvalen 1866 och 1905 utgjorde Västerbottens norra domsaga en valkrets: Västerbottens norra domsagas valkrets. Valkretsen avskaffades inför valet 1908 och delades i två delar: Norsjö och Malå tingslags valkrets och Skellefteå tingslags valkrets. Dessa valkretsar avskaffades i sin tur vid införandet av proportionellt valsystem inför valet 1911 och uppgick då i Västerbottens läns norra valkrets.